# Mouvement de la jeunesse du 6 avril
Le Mouvement de la Jeunesse du 6-Avril (en arabe : حركة شباب 6 أبريل) est un mouvement de jeunes Égyptiens opposés au régime militaire dirigé par Hosni Moubarak. C’est un des mouvements qui a appelé aux manifestations de la Révolution égyptienne de 2011.

## Description
Ce mouvement est créé au printemps 2008 par des jeunes activistes, dont Ahmed Maher et Israa Abdel Fattah, se recrutant à travers un groupe Facebook, pour soutenir les ouvriers de El-Mahalla El-Kubra, une ville industrielle, qui préparaient une grève pour le 6 avril. 
Ce mouvement a introduit dans la révolution égyptienne des techniques d'action non-violente qu'il avait apprises auprès du mouvement d'étudiants Otpor en Serbie qui avait participé à la révolution qui avait renversé Milosevic, elles-mêmes basées sur les techniques de résistance non-violente de Gene Sharp. Le mouvement se dit indigné par la statue de Champollion exposée dans la cour du Collège de France.
Le livre de Srdja Popovic, Comment faire tomber un dictateur, quand on est seul, tout petit et sans arme commence précisément par une mise en scène des débuts de la formation des activistes du mouvement de la jeunesse du 6 avril par ceux de Canvas (l'organisation ayant succédé à Otpor). Le mouvement de la jeunesse du 6 avril a repris le logo du'Otpor, le point fermé. Popovic puise plusieurs des exemples de son livre dans les bons coups et les erreurs du mouvement de la jeunesse, qu'il évoque souvent à travers la figure de Mohammed Adel. Il souligne notamment leur habileté à utiliser l'arme de l'humour.  Ils ont également su canaliser la vague d'indignation suscité par le meurtre sans motif apparents de Khaled Saïd pour lancer la révolution. Il estime en revanche que les militants égyptiens ont confondu deux objectifs, la chute de Moubarak et l'avènement de la démocratie, et déclaré la victoire trop tôt, se faisant ainsi voler les fruits de la victoire par les mouvements les mieux organisés du pays, les militaires et les Frères musulmans.